# Keelatud maa
Keelatud maa – utwór estońskiej wokalistki Maarji-Liis Ilus, napisany przez Harmo Kallaste'a i Kaari Sillamaę, nagrany i wydany w 1997 roku na płycie First in Line.
W 1997 roku utwór reprezentował Estonię podczas finału 42. Konkursu Piosenki Eurowizji. Podczas koncertu finałowego, który odbył się 3 maja w Point Theatre w Dublinie, utwór został zaprezentowany jako trzynasty w kolejności i ostatecznie zdobył 82 punkty, plasując się na 8. miejscu finałowej klasyfikacji. Dyrygentem orkiestry podczas występu wokalistki był Tarmo Leinatamm. 
Oprócz estońskojęzycznej wersji singla, wokalistka nagrała także utwór w języku angielskim („Hold Onto Love”).

## Lista utworów
1. „Hold Onto Love” – 3:01
2. „Keelatud maa” – 3:01
3. „Hold Onto Love” (Classic Version) – 3:01